# 김소연 (1972년)
김소연은 대한민국의 기업인이다. 모델 에이전시인 주식회사 에스팀의 대표이다.

## 이력
| 기간  | 소속                 | 직책                  |
| ----- | -------------------- | --------------------- |
| 2004~ | (주)에스팀           | 대표                  |
| 2000~ | (주)DCM              | 패션 이벤트 기획 총괄 |
| 1999~ | (주)비데오 꼬 셀렉트 | 패션 이벤트 기획      |
| 1997~ | (주)엘리트 서울      | 패션 이벤트 기획      |
| 1996~ | (주)모델라인         | 패션 이벤트 기획      |

## 학력 사항
- 1991~1996 고려대학교 미술교육학 전공

## 수상 내역
- 2017 산업통상자원부장관 표창

## 기업 주요 프로필
- 2018년  업계 유일의 아티스트 전문 에이전트 및 아티스트 콜라보레이션 어플리케이션 <믹스테이지> 오픈
- 2017년  SM엔터테인먼트 공동 투자 기업 ㈜ 스피커 설립
- 2016년  서울디자인재단 주관 트레이드쇼 <제너레이션넥스트 서울> 운영
- SNS매거진 <SELF ESteem> 채널 오픈
- 2015년  ㈜에스팀 엔터테인먼트 설립
- 2014년  디자이너 셀렉샵 복합문화공간 <MIXOP> 오픈
- 패션 문화 온라인 컨텐츠 채널 에스팀 TV 오픈
- 2013년  서울시 주관 <서울패션위크> 13F/W 운영
- 2011년  국내 최초 펜디 패션쇼 <FENDI On Han River> 기획/연출
- 심리스 전문 의류 브랜드 <세컨스킨>X한혜진 보정 속옷 라인 런칭
- 2010년  모델 서바이벌 프로그램 <도전! 수퍼모델 코리아 시즌1~5> 기획
- 2009년  CJ오쇼핑 콜라보레이션 패션 브랜드 <EST.35> 런칭
- 2008년  패션 모델 아카데미 <이스튜디오> 오픈
- 2006년  패션/문화 관련 서적 기획 및 출간 (뉴욕을 훔치다, 스타일북, 키스미트래블 외 다수)

국내 유명 패션 프로그램 기획 (트렌드 리포트 필1-6, 스타일 쇼 필, 데빌스런웨이 외 다수)
국내 최초 패션 프로그램 <아이엠어모델1~3> 공동제작
- 2005년 에스팀 소속 모델 해외 진출 (송경아, 한혜진, 이현이, 이혜정, 수주, 정호연 외 다수)
- 2004년 글로벌 브랜드 한국 패션쇼 기획/연출 (구찌, 에르메스, 샤넬, 펜디 외 다수)
- 국내 패션 브랜드 서울패션위크 기획/연출 (미스지 컬렉션, 럭키슈에뜨, 푸시버튼, 스티브J&요니P 외 다수)
- 2003년 (주)에스팀 설립
- 2001년 평양 이영희 한복쇼 기획 및 연출
- 2000년 뉴욕 카네기홀 이영희 한복쇼 기획 및 연출
- 엠포리오 아르마니 컬렉션 기획 및 연출
- 1999년 구찌 살롱쇼 기획 및 연출
- 서울국제패션(SIFAC) 컬렉션 기획 및 연출

## 패션기업 지원 활동
- 2016. 서울디자인재단 주관 <2016 패션산업 글로벌 마케팅 지원사업>
- 2015. 서울디자인재단 주관 <2015 패션산업 글로벌 마케팅 지원사업>
- 2014. 서울디자인재단 주관 <2014 패션산업 글로벌 마케팅 지원사업>
- 2013. 서울시 주관 <Seoul’s 10 soul 글로벌 패션 브랜드 육성사업> 운영

## 사회 공헌 활동
- 2016. 유기견 보호 기부 및 봉사활동 진행
- SM엔터테인먼트 공동 사회 봉사활동 진행
- 유니세프 기부 진행

## 잡지 모델
- 월간 멋 (1991년 6월호)

## 방송
- KBS2 《사장님 귀는 당나귀 귀》
- MBC 《황금어장 라디오스타》 (2021년) - 705회 게스트
- KBS2 《수미산장》 (2021년) - 7회 게스트